# István Kocsis
István Kocsis (Csorna, 6 ottobre 1949 – 9 giugno 1994) è stato un calciatore ungherese, di ruolo difensore.

## Carriera
Con la Nazionale ungherese prese parte ai Mondiali 1978.